# H-エイチ-
『H-エイチ-』は、桜井まちこによる日本の漫画作品。

## 概要
『別冊フレンド』（講談社）にて2003年9月号から2005年11月号まで連載された。
単行本は全6巻、番外編全1巻が刊行されている。

## あらすじ
人付き合いがあまり得意でない忍。付き合っていた彼氏にも何も言わないまま転校してきた。
転校初日、学校へ行かず河原でサボっていると、若い男に連れ戻される。男は新しい学校の担任の太一だった。
自然と太一に惹かれていく忍だったが、太一が裏でホストをしていることを知ってしまう。

## 登場人物

### 主要人物
小林 忍（こばやし しのぶ）
父親の仕事の都合で転校してきた。冷めた性格で、他人と正面から向き合うのが苦手。
母親は医者。両親ともに多忙で、心の底では寂しさを募らせていた。
山崎 太一（やまざき たいち）
24歳。英語教師。チャラチャラしたタイプだが、生徒からは大変慕われている。
裏では、出張ホストをしている。忍にはあくまで客の一人として接しようとする。

### その他生徒
高橋 和馬（たかはし かずま）
忍に一目惚れをする。樹から好かれていることに全く気づかない鈍感。
樹 結果（いつき ゆか）
和馬のことが好き。和馬が忍を構うのが気に食わず、チクチクと嫌味を言う。
笠井 智行（かさい ともゆき）
3年の生徒。1年留年している。太一と同じく、ホストをしている。
亀田（かめだ）
和馬の親友。脇役。番外編「Code name K」では主役。

### その他
荒井（あらい）
忍の学校の学年主任。堅く、大変まじめな性格だが、生徒からは嫌われている。太一を敵視する。
由美（よしみ）
太一の友人で、雇い主。太一とは高校からの付き合い。
サキ
太一の元彼女。現在、一児の母。

## 番外編
ラブトーク
別冊フレンド2006年5月号掲載
智と樹のその後を描く。
Code name K
別冊フレンド2006年2月号掲載
凄腕のボディガードK。令嬢・忍の身辺警護を依頼されるが……。